# Đinh Tiến Cường

Đinh Tiến Cường

Đinh Tiến Cường – wietnamski matematyk, od 2017 profesor Narodowego Uniwersytetu Singapuru. Zajmuje się analizą zespoloną i układami dynamicznymi.

## Życiorys
W 1989 zdobył złoty medal na Międzynarodowej Olimpiadzie Matematycznej uzyskując maksymalny wynik punktowy. Stopień doktora uzyskał w 1997. Od 2017 jest profesorem Narodowego Uniwersytetu Singapuru.
Swoje prace publikował m.in. w najbardziej prestiżowych czasopismach matematycznych świata: „Annals of Mathematics”, „Journal of the American Mathematical Society”,  „Inventiones Mathematicae" i „Acta Mathematicae".
W 2018 roku wygłosił wykład sekcyjny na Międzynarodowym Kongresie Matematyków w Rio de Janeiro, a w 2019 na konferencji Dynamics, Equations and Applications (DEA 2019). Laureat Nagrody Humboldta z 2018 roku. 